# Michael Router

Bischofswappen von Michael Router

Michael Router (* 15. April 1965 in Rahardrum, Virginia, Irland) ist ein irischer Geistlicher und römisch-katholischer Weihbischof in Armagh.

## Leben
Michael Router studierte am St. Patrick College in Maynooth und empfing am 26. September 1987 durch Bischof Francis Joseph MacKiernan die Diakonenweihe. MacKiernan spendete ihm am 25. Juni 1989 das Sakrament der Priesterweihe für das Bistum Kilmore. Nach weiteren Studien erwarb Router einen Diplomabschluss in Erziehungswissenschaft an der National University of Ireland, Maynooth.
Nach der Priesterweihe war er in der Pfarrseelsorge, als Lehrer und Schulseelsorger tätig. Von 2003 bis 2010 leitete er die religiöse Erwachsenenbildung im Bistum Kilmore und von 2010 bis 2013 das diözesane Pastoralzentrum. Nach einem Jahr als Dompfarrer der Kathedrale in Cavan wurde er 2014 zum Pfarrer in Killann (Bailieborough) und zum Dekan von Bailieborough ernannt.
Papst Franziskus ernannte ihn am 7. Mai 2019 zum Titularbischof von Lugmad und zum Weihbischof in Armagh. Der Erzbischof von Armagh, Eamon Martin, spendete ihm am 21. Juli desselben Jahres die Bischofsweihe. Mitkonsekratoren waren der Apostolische Nuntius in Irland, Erzbischof Jude Thaddeus Okolo, und der emeritierte Bischof von Kilmore, Philip Leo O’Reilly.